# Exposició Universal de 1893
La Fira Mundial de Chicago va ser una exposició universal feta a Chicago el 1893 per a celebrar els 400 anys de l'arribada de Cristòfor Colom al Nou Món, en 1492. La principal atracció de la fira fou una piscina enorme, que representava el llarg viatge de Colom al Nou Món. Chicago va guanyar a les ciutats de Nova York, Washington i Saint Louis per ser l'amfitriona de la fira.
Va ser un esdeveniment amb influència social i cultural i va tenir efectes profunds en la arquitectura dels Estats Units, sanejament, arts, en la imatge de Chicago i en l'optimisme industrial americà. Va ser projectada per Daniel Burnham i Frederick Law Olmsted seguint els principis de disseny de les Belles Arts, coneguts com a arquitectura neoclàssica, basats en la simetria, balanceig i esplendor.
L'Exposició va ocupar una àrea de més de 600 acres, amb prop de 200 construccions temporals d'arquitectura, principalment neoclássica, canals i llacunes, amb persones i cultures de 46 països diferents. Més de 27 milions de persones van visitar l'exposició, que va durar sis mesos. La seva escala i grandiositat va superar a l'altres fires mundials, i es va fer símbol del Excepcionalisme Americà emergent, molt semblant amb el que va ser la Gran Exposició per l'època victoriana al Regne Unit.
L'Exposició també va mostrar al món la capacitat de recuperació de la ciutat de Chicago, després del gran incendi, que va destruir la ciutat el 1871. La data del 9 d'octubre va ser designada com a ‘’Chicago Day’’ i la fira va obtenir un rècord de visitants de 751.026 persones aquell dia. A causa de gran la audiència, la fira va obtenir assoliments significatius. Chicago va commemorar la fira amb una estrella en la seva bandera.

## Imatges

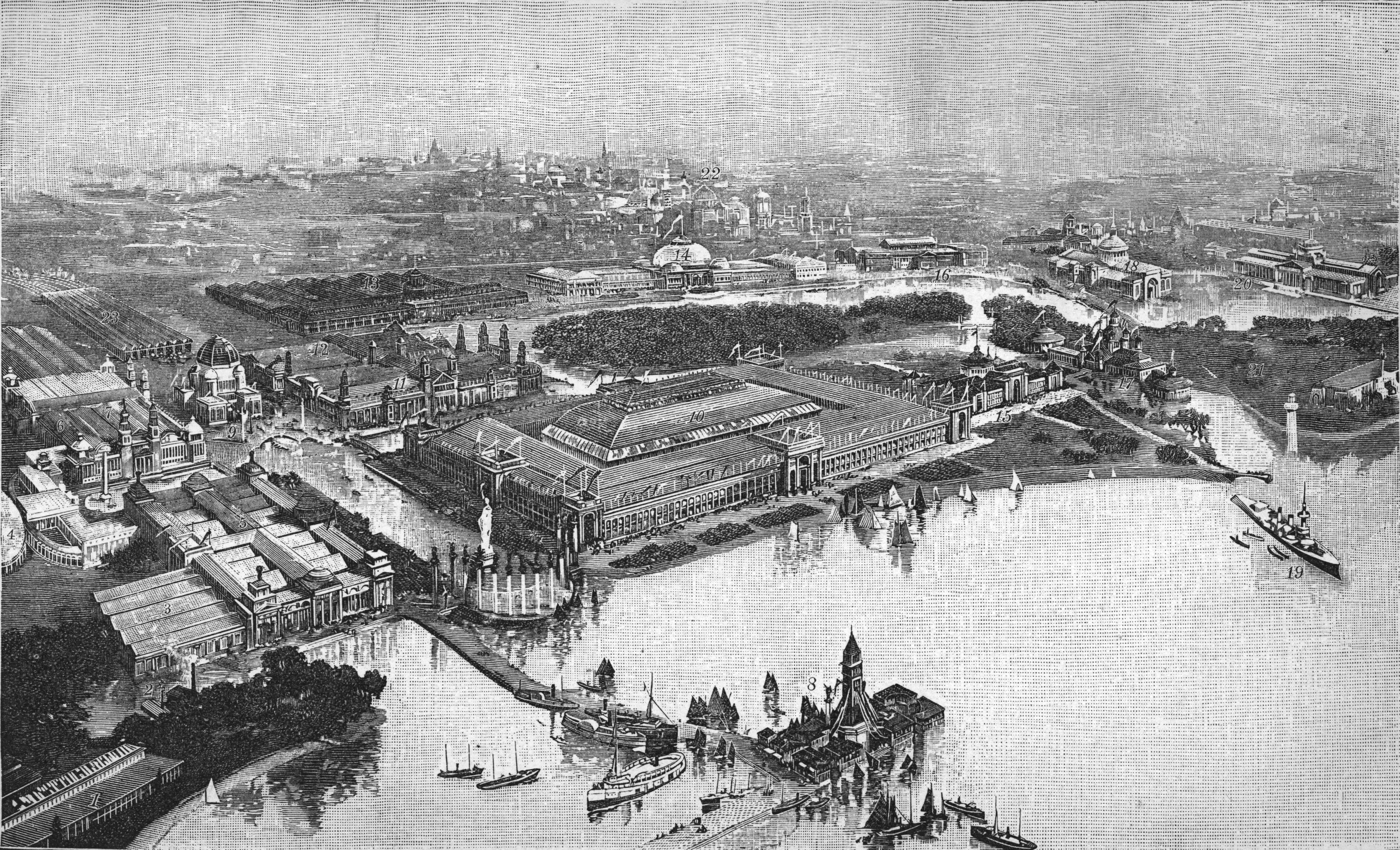
Vista aèria de l'exposició
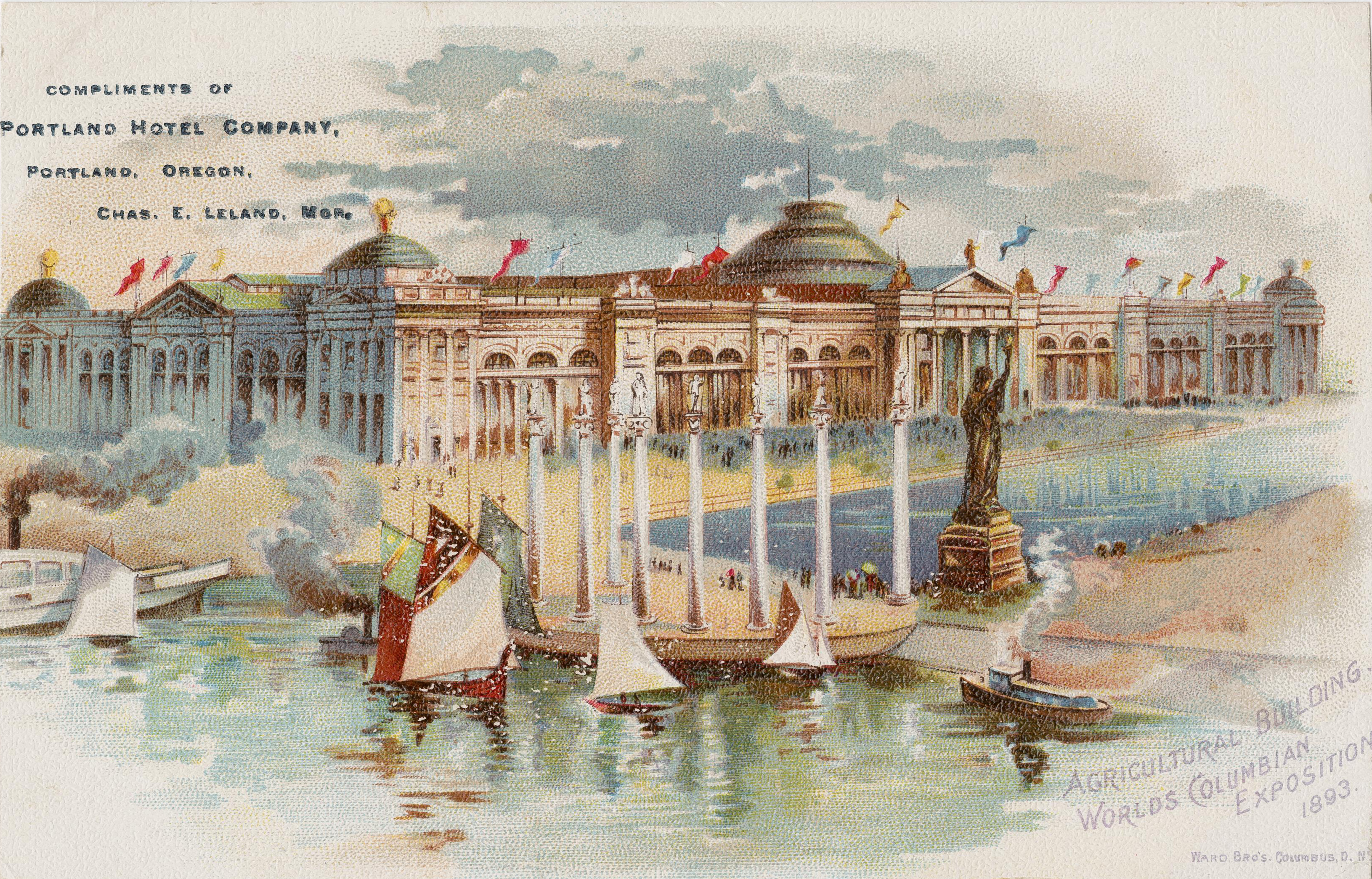
Edifici de l'Agricultura
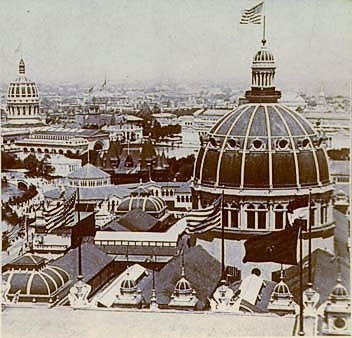
White City
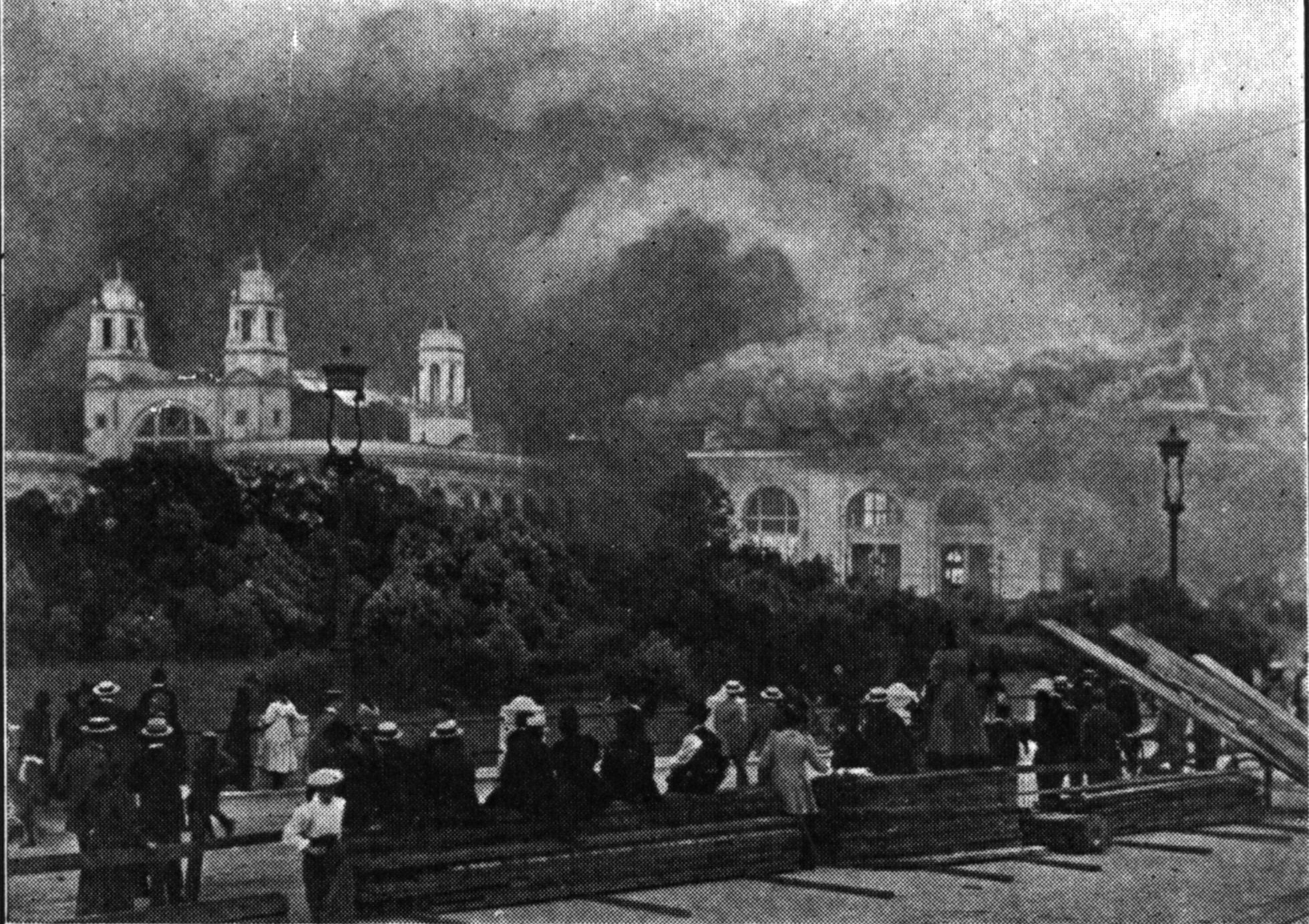
White City agafant foc
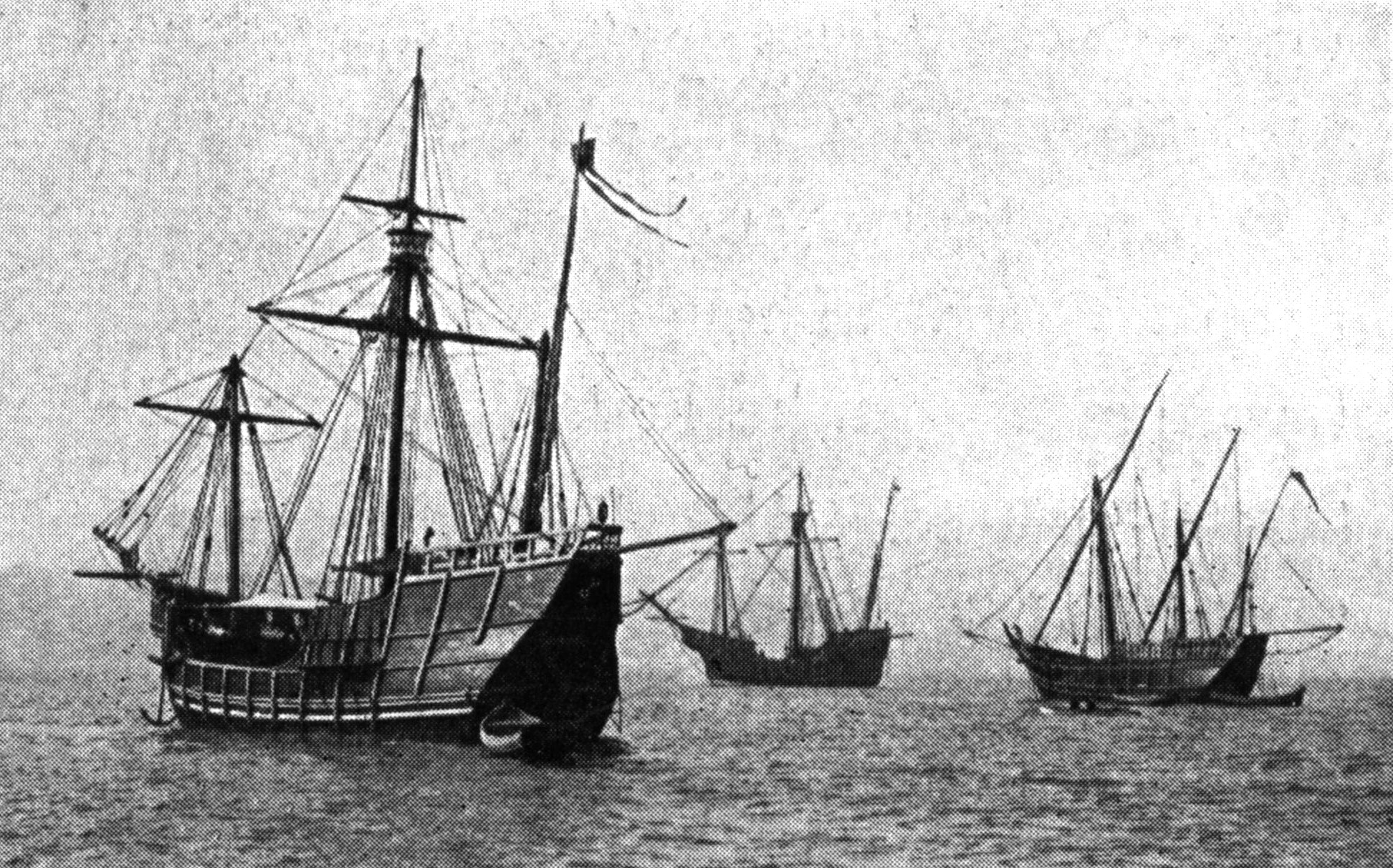
Répliques de la Pinta, Santa María, i Niña
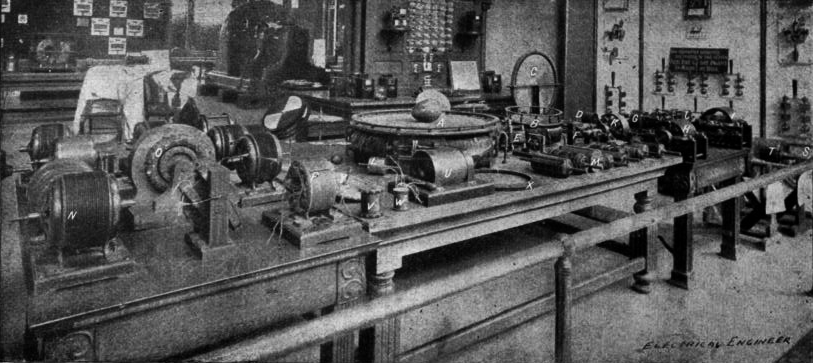
Presentació de Nikola Tesla en la fira
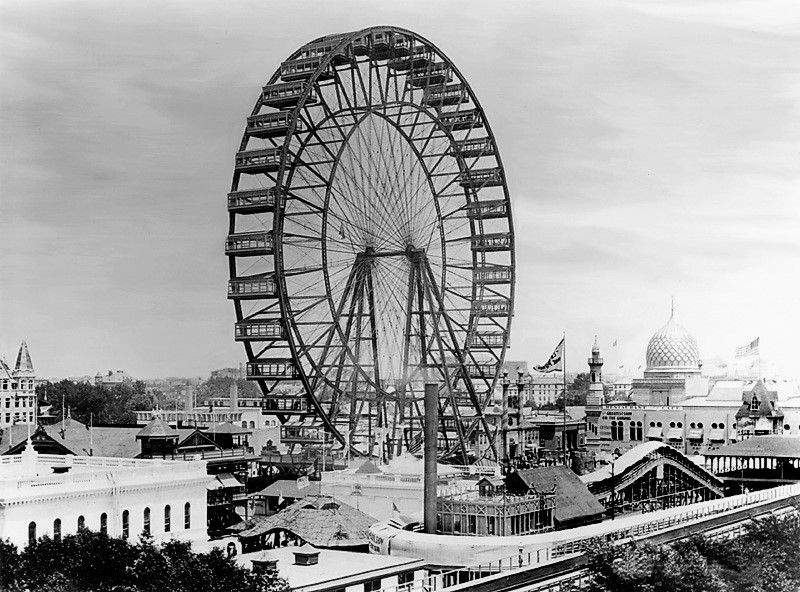
Roda de Ferris original
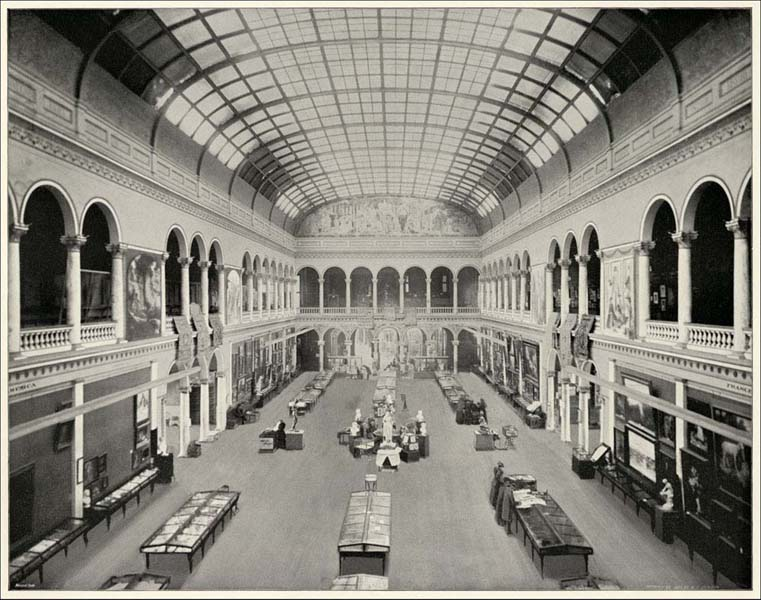
Pavelló de la Dona